# Вало II фон Фекенщет
Вало II фон Фекенщет Млади (на немски: Walo II von Veckenstedt, der Jüngere; * ок. 1065; † 1126) е господар на Фекенщет.

## Биография
Той е син на Вало I фон Фекенщет († ок. 1070) и съпругата му Фридруна фон Випра († пр. 1070), сестра на Лудвиг I фон Випра († сл. 1070), дъщеря на Куно фон Випра († пр. 1050). Брат е на Лудолф фон Фекенщет († 1120) и Айлика фон Фекенщет († сл. 1120).
Вало II фон Фекенщет е убит от за отмъщение през 1126 г. по време на сватбата на Вернер II фон Велтхайм († сл. 1126), брат на Аделгот фон Велтхайм († 1119), който е роднина на изгонената му първа съпруга Гизела фон Аменслебен. Младоженецът го намушква за отмъщение.

## Фамилия
Първи брак: с Гизела фон Аменслебен († сл. 1126), дъщеря на граф Дитрих фон Аменслебен († 1120) и Амулрада фон Аменслебен-Грибен († сл. 1120). След смъртта на пфалцграф Фридрих IV фон Гозек († 1125), той я изгонва през юни 1125 г. и се жени за неговата вдовица. Вало II и Гизела имат една дъщеря:
- Фридруна фон Фекенщет, омъжена за Бернхард II фон Васел-Депенау († 28 октомври 1155 в Италия), син на Бернхард I фон Васел († 1133); родители на граф Конрад II фон Васел († 1176/1178).

Втори брак: през 1126 г. за Агнес фон Лимбург († 1136), вдовица на граф Фридрих IV фон Гозек († 1125), дъщеря на граф Хайнрих I фон Лимбург († 1119), херцог на Долна Лотарингия. Бракът е бездетен.